# Vetamästaren
Vetamästaren är ett anonymnamn för en dekorationsmålare verksam i Veta kyrka.
I Veta kyrka i Östergötland utförde han en 1,35 hög sittande munk i en veckrik klädnad med vida ärmar, skägglöst ädelt format ansikte med håret tecknat som en kedja av tättlagda cirklar med högra handen uppåtsträckt. Munken är barfota och fötterna är starkt antinaturalistiskt tecknade. Målningen är signerad Magnus scripsit me. Efter en stilistisk analys av inskriptionen vill Bengt Cnattingius datera målningen till 1200-talet medan Aron Borelius har efter jämförelser med danska inskrifter daterat målningen till 1150. Målningens speciella karaktär har lett till att man inte tror att det var en utbildad målare som utförde målningen utan man antar att den är utförd av en skrivare vid scriptoriet i Linköping. 